# Phumelela
Phumelela (officieel Phumelela Local Municipality) is een gemeente in het Zuid-Afrikaanse district Thabo Mofutsanyane.
Phumelela ligt in de provincie Vrijstaat en telt 47.772 inwoners. Het gemeentebestuur is gevestigd in Vrede.

## Hoofdplaatsen
Het nationaal instituut voor de statistiek, Stats SA, deelt sinds de census 2011 deze gemeente in in 7 zogenaamde hoofdplaatsen (main place):
Memel • Phumelela NU • Thembalihle • Vrede • Warden • Zamani • Zenzeleni.